# Physignathus
Physignathus és un gènere de sauròpsids (rèptils) escatosos de la família dels agàmids.

## Classificació
- Physignathus cocincinus - Drac d'aigua xinès
- Physignathus lesueurii - Drac d'aigua australià